# 葉根銓
葉根銓（Yip Kan Chuen，1970年—），醫院管理局總行政經理（機構傳訊），前任香港特別行政區財政司司長政治助理。

## 簡歷
葉根銓畢業於元朗商會中學，並於香港大學學士畢業，主修社會科學。他在2007年加入香港賽馬會工作，職位是公共事務經理（對外事務）。
葉根銓活躍於香港傳媒的評論專欄，自1992年至2007年曾於香港多份主要報章擔任編輯及主筆。此外，他亦撰寫多本有關香港傳媒及香港政治評論的著作。

## 家庭
葉根銓已婚，妻子是《蘋果日報》前執行總編輯蕭煒春。

## 著作
- 《特區政治化妝術》，2006年7月21日，ISBN 9789889928698

## 外部連結
- 蘋果《政治的力學》葉根銓[永久]
- 《蘋果日報》政治八卦專欄 （页面存档备份，存于）「李先知」創始人，及《明報》主筆寫手。

| 政府职务 | 政府职务                                       | 政府职务      |
| -------- | ---------------------------------------------- | ------------- |
| 首任     | 財政司司長政治助理 2008年7月21日-2012年6月30日 | 繼任： 羅永聰 |